# Stelis jatunyacuensis
Stelis jatunyacuensis är en orkidéart som beskrevs av Carlyle August Luer och Alexander Charles Hirtz. Stelis jatunyacuensis ingår i släktet Stelis och familjen orkidéer. Inga underarter finns listade i Catalogue of Life.